# Last Epoch
Last Epoch — рольова гра в жанрі hack and slash, розроблена Eleventh Hour Games (EHG).
У квітні 2018 року було випущено безкоштовну демоверсію в рамках Kickstarter- кампанії Last Epoch.
У квітні 2019 року бета-версія гри стала доступною через дочасний доступ Steam.
У грудні 2019 повний реліз гри, який спочатку планувався на квітень 2020, було перенесено на четвертий квартал 2020 року.
У жовтні 2020 року розробники оголосили про скасування Mac-клієнта для гри. У своєму повідомленні вони послалися на очікувані труднощі, пов'язані з переходом Apple на комп'ютери з процесорами на базі ARM.
У грудні 2020 року EHG оголосила, що реліз Last Epoch затримується до 2021 року. В березні 2023 була запущена багатокористувацька бета-версія. У жовтні 2023 було оголошено, що повна гра буде випущена 21 лютого 2024 року.

## Сетинг
Дія гри розгортається у світі Eterra протягом кількох часових періодів.

## Прийняття
Кампанія Last Epoch на Kickstarter успішно досягла своєї мети 2018 року, зібравши загалом понад 250 000 доларів США.